# Porta Metronia

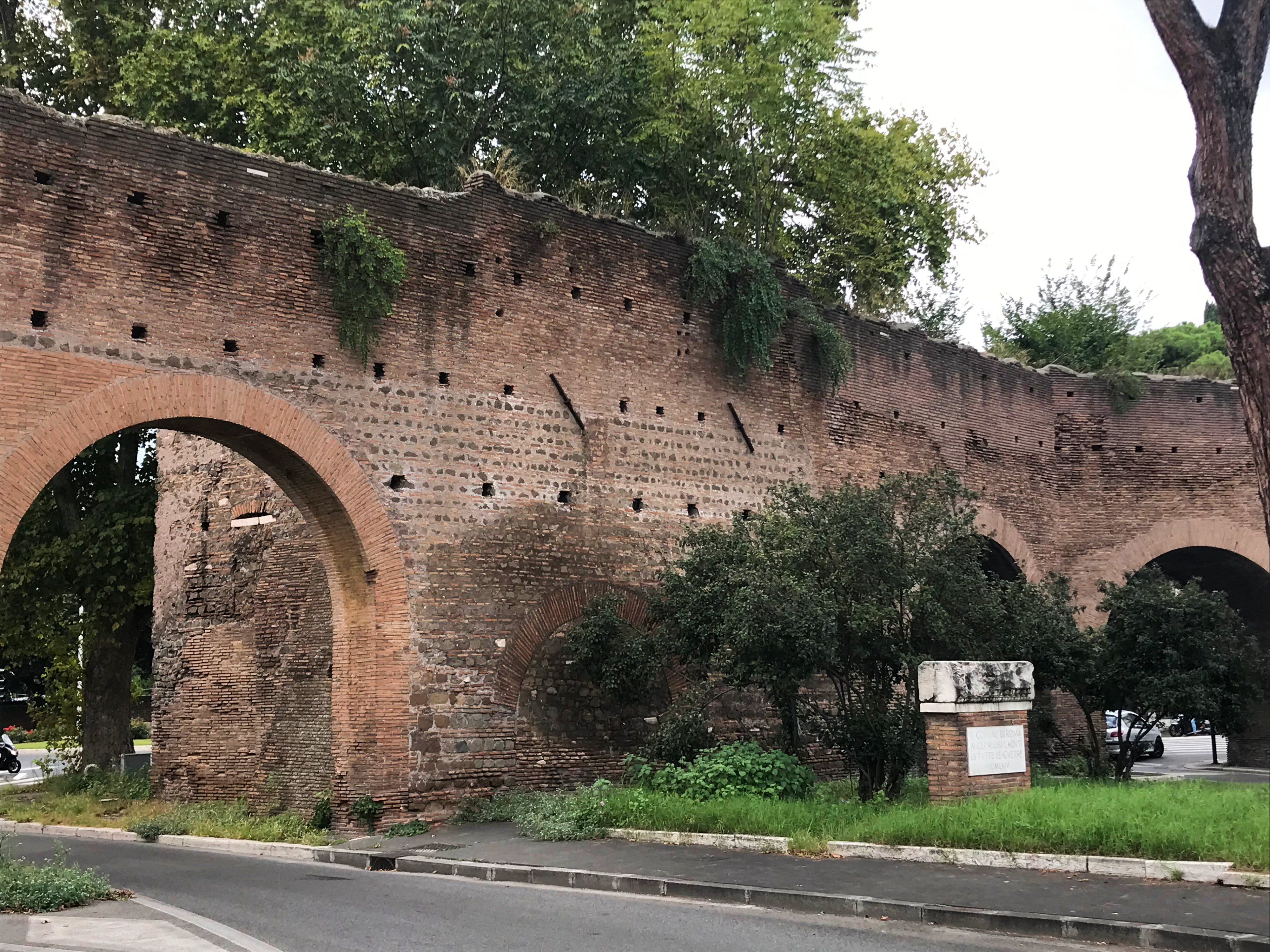
Porta Mentronia in Rom in der Mitte, umgeben von neuzeitlichen Durchbrüchen für den Straßenverkehr.

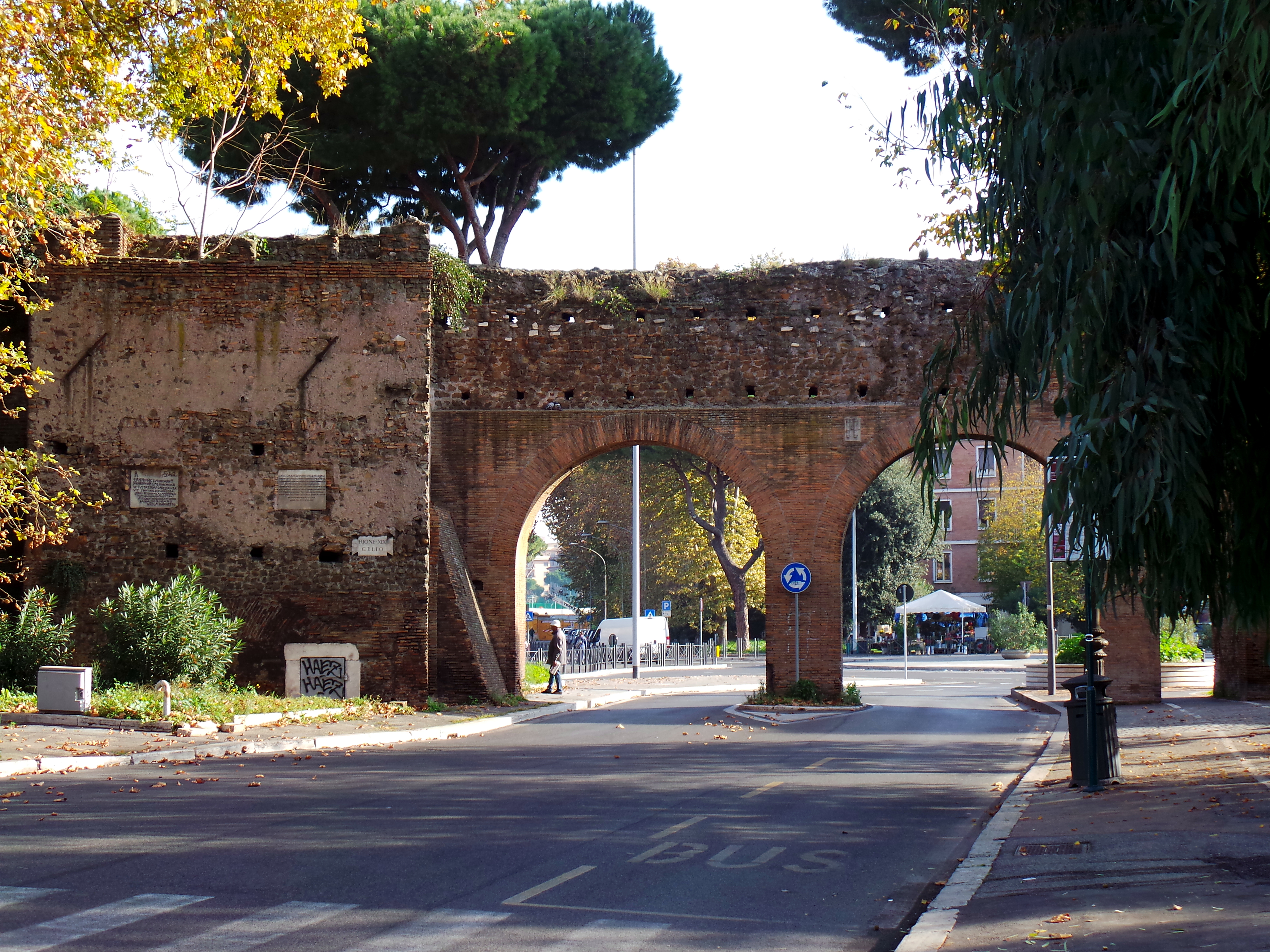
Die Porta Metronia aus entgegengesetzter Ansicht.

Die Porta Metronia oder Porta Metrovia war ein Tor in der zwischen 271 und 275 n. Chr. erbauten Aurelianischen Mauer in Rom und befand sich an der Stelle, an der eine als metropi via überlieferte Straße ihren Ausgang zur Via Latina nahm. 
Bei dem Tor im südlichen Abschnitt der Mauerführung handelte es sich nur um eine einfache bogenförmige Öffnung, ohne Türme oder sonstige Befestigungen. Als weitere Namen sind Metrobi, Metroni, Metrosi und ähnliche Formen überliefert. Das Tor korrespondierte mit der porta Querquetulana der Servianischen Stadtmauer.
Das Tor wurde wahrscheinlich bei der Anlage der Marrana Mariana, einem unter Papst Calixtus II. im Jahr 1122 erbauten Kanal, der die aqua Iulia ersetzte, geschlossen. Denn nur 2,50 Meter lagen zwischen der inneren Bogenfläche des Tores und der nicht gedeckten Wasserführung des Kanals.